# Scottsburg, Indiana
Scottsburg är en stad (city) i Scott County, i delstaten Indiana, USA. Enligt United States Census Bureau har staden en folkmängd på 6 694 invånare (2011) och en landarea på 13,1 km². Scottsburg är huvudort i Scott County.